# Sång och strid
Sång och strid är en diktsamling av Pär Lagerkvist utgiven 1940. Samlingen består av en idealistisk, kristet färgad beredskapsdikt och anses vara ett av Lagerkvists mindre betydande verk.